# Никандр (царь Спарты)
Никандр (др.-греч. Νίκανδρος) — царь Спарты из рода Еврипонтидов. Сын Харилая. Согласно «Хронике Евсевия», правил 38 лет: 824—786 годы до н. э. Согласно же лаконцу Сосибию, первая олимпиада (776 год до н. э.) падала на 34-й год правления Никандра (по Клименту Александрийскому, тот правил 39 лет).
В его правление царь Телекл был убит мессенцами. Никандр со спартанским войском и жителями Асины вторгся в Арголиду и опустошил её. За это аргивяне изгнали жителей Асины.
Три изречения Никандра приводит Плутарх.